# Partenariat mondial de l'eau
Le Partenariat mondial de l'eau (The Global Water Partnership - GWP) est un réseau mondial qui fournit des connaissances et renforce les capacités pour une gestion durable des ressources en eau. Il fait la promotion et appuie les activités aux niveaux national et régional du développement. Son réseau est composé en plus des agences de développement et des pays membres, des ONG et des organisations de recherche.

## Historique
Le concept pour un Partenariat mondial de l'eau remonte à la conférence de Stockholm sur l'Environnement de 1972, la conférence de Mar del Plata en 1977, la déclaration de Dublin issue de la conférence des Nations unies sur l'environnement et le développement de janvier 1992 (UNCED), la déclaration sur la "Protection de la Qualité & l'Approvisionnement des Ressources en eau douce : Application des Approches Intégrées au développement, la Gestion et l'usage des Ressources en eau" (chapitre 18 de l'Agenda 21 de la Conférence de Rio), et de l'insatisfaction générale du manque d'analyse de durabilité dans l'établissement des objectifs de politiques de l'eau et de planification de l'eau.
Le GWP a été créé en 1996 avec le soutien de la Banque mondiale, du Programme des Nations unies pour le développement (PNUD) et de l'Agence suédoise pour le développement international,.

## Fonctionnement
Le GWP fait la promotion de la gestion intégrée des ressources en eau (GIRE) et offre un forum pour le dialogue parmi les organisations, les agences gouvernementales, les usagers de l'eau et les groupes environnementaux pour promouvoir la stabilité à travers le développement, la gestion et l'usage durables des ressources en eau.
Le réseau est ouvert à toutes les organisations intéressées par la gestion des ressources en eau: institutions gouvernementales des pays développés et en voie de développement, agences des Nations unies, banques de développement bi- et multi-latéral, associations professionnelles, institutions de recherche, organisations non gouvernementales et le secteur privé.
Le réseau du GWP travaille dans 13 régions : Afrique australe, Afrique de l'Est, Afrique centrale, Afrique occidentale, la Méditerranée, l'Europe Centrale et de l'Est, les Caraïbes, Amérique centrale, Amérique du Sud, Asie centrale et Caucase, Asie du Sud, Asie du Sud-Est, et la Chine.
Le secrétariat du GWP se trouve à Stockholm, en Suède.
Le réseau est soutenu financièrement par : Canada, Danemark, Commission européenne, Finlande, France, Allemagne, Pays-Bas, Norvège, Suède, Espagne, Suisse, Royaume-Uni et États-Unis.
Willem-Alexander des Pays-Bas est le patron du Partenariat mondial de l'eau. La présidente du GWP est Dr Letitia Obeng, la secrétaire exécutive du GWP est Dr Ania Grobicki et Dr Mohamed Ait-Kadi est le président du comité technique.
Le réseau du GWP a plus de 2 000 partenaires dans 70 pays de 13 régions.